# 하얀나비 (노래)
《하얀나비》는 가수 김정호씨가 작사,작곡 및 직접 부른 노래이다.

## 노래 버전
- 김정호 (1975)[1]
- 브라운 아이즈 (2001)[2]
- JK 김동욱 (2001)[3]
- 백미현 (2006)[4]
- 조관우 (2011)[5]
- 해피싱어 프로젝트(2011)[6]
- 심은경 (2014)[7]
- 황치열 (2015)[8]
- 김희진 (2016)[9]
- 소유미 (2019)[10]

## 같이 보기
- 박동실